# Godefroy Bouvier
Gédéon, Godefroy, Antoine Bouvier, né le 13 février 1760 à Orange (Vaucluse), et décédé le 3 mars 1826 dans la même ville, est un homme politique français. Il est élu représentant du tiers état, lors des états généraux, puis député.

## Biographie
Fils d'un avocat du parlement, Godefroy Bouvier est professeur de droit civil, et procureur du Roi pour la ville d'Orange. Marié en 1787 à Marie-Thérèse d'Augier, fille d'un médecin, ils ont 4 enfants.